# Stazione di Sandigliano
La stazione di Sandigliano è una fermata ferroviaria della linea Biella-Santhià al servizio dell'omonimo comune e priva di traffico per i viaggiatori, in quanto i treni vi transitano soltanto senza effettuare fermata.

## Storia
Realizzato come stazione e dotato dunque di binario d'incrocio, l'impianto fu inaugurato assieme al resto della linea l'8 settembre 1856.
Il 10 luglio 1951, con la scadenza della concessione alla Società Strade Ferrate di Biella (SFB) che aveva fino ad allora esercito la linea, la stessa venne incorporata nella rete statale e l'esercizio degli impianti fu assunto dalle Ferrovie dello Stato.
Il programma di profondo rinnovamento avviato nel 1979, che richiese la chiusura della linea per molti mesi, comportò la trasformazione in fermata, rimanendo in opera il solo binario di corsa.
Dal 2000 la gestione dell'intera linea, e con essa quella della fermata di Sandigliano, passò in carico a Rete Ferroviaria Italiana la quale ai fini commerciali classifica l'impianto nella categoria "Bronze".
Dal 15 dicembre 2013 i treni non vi effettuano più fermata; l'impianto resta tuttavia formalmente attivo.
Dal 2019 ha inizio il progetto di ammodernamento per tutta la tratta Biella-Santhia, esso consiste nell'elettrificare tutta la linea. I lavori nei pressi di Sandigliano sono iniziati a maggio 2021 e si sono conclusi a inizio 2022.

## Strutture e impianti

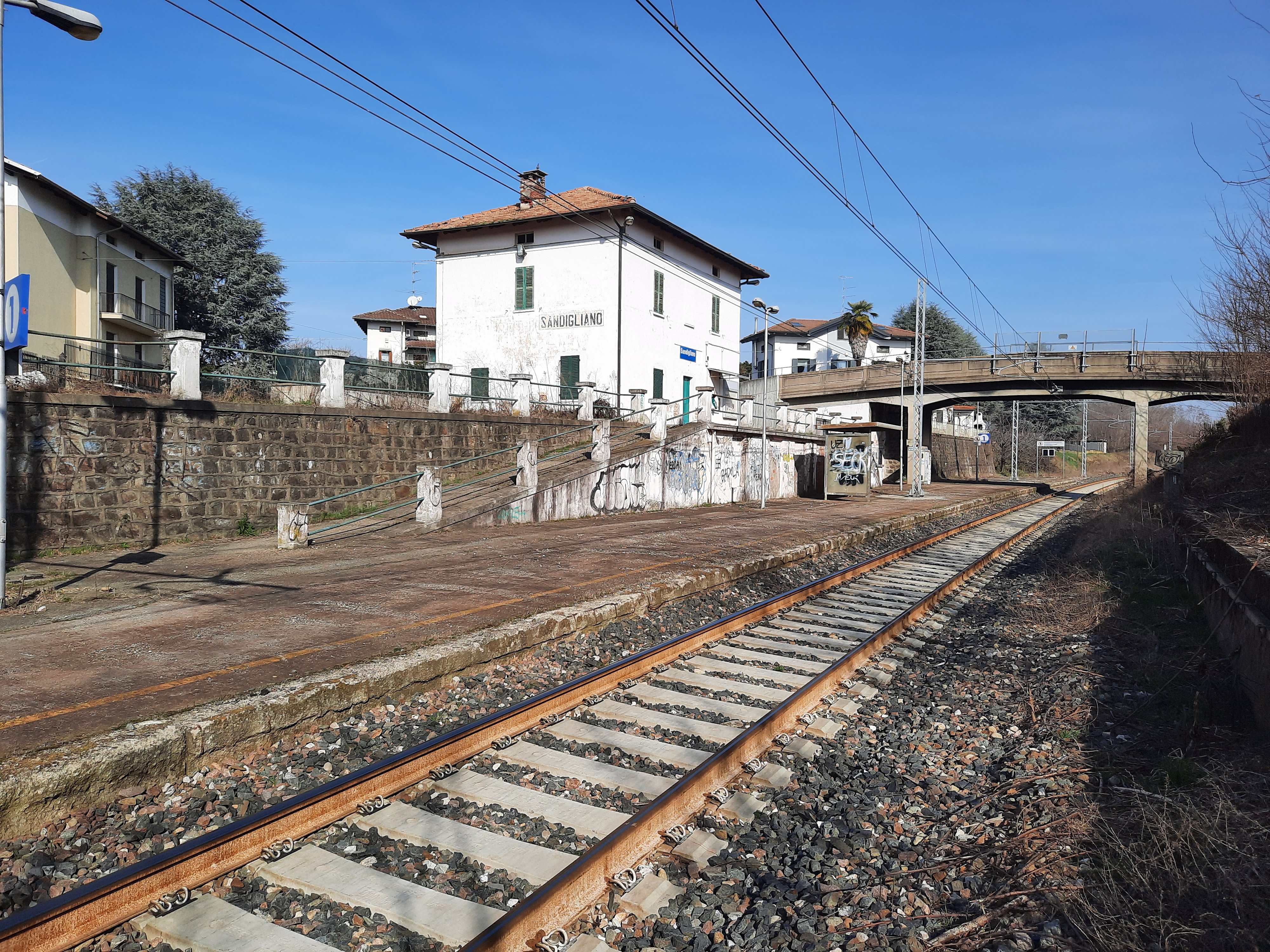
La fermata lato binari

L'impianto è dotato del solo binario di corsa della linea ferroviaria.
Il fabbricato viaggiatori si dispone su 2 piani e risulta in disuso.